# Christopher Sutton
Christopher Sutton (Sídney, 10 de septiembre de 1984) es un ciclista australiano. Pasó a profesional en 2006 en el seno del equipo Cofidis. Su última temporada como profesional fue en 2015 con el Team Sky.
Es hijo de Gary Sutton, antiguo ciclista profesional.

## Palmarés en ruta
2005
- Gran Premio della Liberazione

2006
- Gran Premio Cholet-Pays de Loire

2007
- 1 etapa del Circuito de la Sarthe
- Châteauroux Classic de l'Indre
- 1 etapa del Tour de Poitou-Charentes

2008
- Delta Tour Zeeland

2009
- 1 etapa de la Vuelta a Gran Bretaña
- 3 etapas del Herald Sun Tour

2010
- 1 etapa del Tour Down Under
- 1 etapa del Brixia Tour

2011
- Kuurne-Bruselas-Kuurne
- 1 etapa de la Vuelta a España
- 1 etapa del Circuito Franco-Belga

## Resultados en Grandes Vueltas y Campeonatos del Mundo
| Carrera         | Carrera         | 2006 | 2007 | 2008 | 2009 | 2010  | 2011  | 2012 | 2013 | 2014  | 2015 |
| --------------- | --------------- | ---- | ---- | ---- | ---- | ----- | ----- | ---- | ---- | ----- | ---- |
|                 | Giro de Italia  | —    | —    | Ab.  | —    | 133.º | —     | —    | —    | 153.º | —    |
|                 | Tour de Francia | —    | —    | —    | —    | —     | —     | —    | —    | —     | —    |
|                 | Vuelta a España | —    | —    | —    | —    | —     | 163.º | —    | —    | —     | —    |
| Mundial en Ruta | Mundial en Ruta | —    | —    | —    | —    | —     | 72.º  | —    | —    | —     | —    |

—: no participa

Ab.: abandono

## Palmarés en pista

### Copa del mundo
- 2.º en la modalidad de la americana en Melbourne 2008/2009 (con Cameron Meyer)

### Campeonatos de Oceanía
2008
- 3.º en la modalidad de scratch

### Campeonatos de Australia
2004
- Campeonato de Australia en la carrera a los puntos

2005
- Campeonato de Australia en la modalidad americana con Chris Pascoe